# Lijst van nummer 1-hits in de Nederlandse Single Top 100 in 2015
Deze hits stonden in 2015 op nummer 1 in de Nederlandse Single Top 100.
| Nummer | Datum        | Artiest                      | Titel                           |
| ------ | ------------ | ---------------------------- | ------------------------------- |
| 743    | 3 januari    | Ed Sheeran                   | Thinking out loud               |
|        | 10 januari   | Ed Sheeran                   | Thinking out loud               |
| 745    | 17 januari   | OMI                          | Cheerleader (Felix Jaehn remix) |
|        | 24 januari   | OMI                          | Cheerleader (Felix Jaehn remix) |
|        | 31 januari   | OMI                          | Cheerleader (Felix Jaehn remix) |
|        | 7 februari   | OMI                          | Cheerleader (Felix Jaehn remix) |
| 746    | 14 februari  | Jan Smit                     | Recht uit m'n hart              |
| 745    | 21 februari  | OMI                          | Cheerleader (Felix Jaehn remix) |
|        | 28 februari  | OMI                          | Cheerleader (Felix Jaehn remix) |
|        | 7 maart      | OMI                          | Cheerleader (Felix Jaehn remix) |
|        | 14 maart     | OMI                          | Cheerleader (Felix Jaehn remix) |
|        | 21 maart     | OMI                          | Cheerleader (Felix Jaehn remix) |
|        | 28 maart     | OMI                          | Cheerleader (Felix Jaehn remix) |
| 747    | 4 april      | Major Lazer, DJ Snake & MØ   | Lean on                         |
|        | 11 april     | Major Lazer, DJ Snake & MØ   | Lean on                         |
| 748    | 18 april     | Kenny B                      | Parijs                          |
|        | 25 april     | Kenny B                      | Parijs                          |
|        | 2 mei        | Kenny B                      | Parijs                          |
|        | 9 mei        | Kenny B                      | Parijs                          |
|        | 16 mei       | Kenny B                      | Parijs                          |
|        | 23 mei       | Kenny B                      | Parijs                          |
|        | 30 mei       | Kenny B                      | Parijs                          |
|        | 6 juni       | Kenny B                      | Parijs                          |
|        | 13 juni      | Kenny B                      | Parijs                          |
| 749    | 20 juni      | Lil' Kleine & Ronnie Flex    | Drank & drugs                   |
|        | 27 juni      | Lil' Kleine & Ronnie Flex    | Drank & drugs                   |
|        | 4 juli       | Lil' Kleine & Ronnie Flex    | Drank & drugs                   |
|        | 11 juli      | Lil' Kleine & Ronnie Flex    | Drank & drugs                   |
| 750    | 18 juli      | Nicky Jam & Enrique Iglesias | El perdón                       |
|        | 25 juli      | Nicky Jam & Enrique Iglesias | El perdón                       |
|        | 1 augustus   | Nicky Jam & Enrique Iglesias | El perdón                       |
|        | 8 augustus   | Nicky Jam & Enrique Iglesias | El perdón                       |
|        | 15 augustus  | Nicky Jam & Enrique Iglesias | El perdón                       |
|        | 22 augustus  | Nicky Jam & Enrique Iglesias | El perdón                       |
|        | 29 augustus  | Nicky Jam & Enrique Iglesias | El perdón                       |
| 751    | 5 september  | Justin Bieber                | What do you mean?               |
|        | 12 september | Justin Bieber                | What do you mean?               |
|        | 19 september | Justin Bieber                | What do you mean?               |
|        | 26 september | Justin Bieber                | What do you mean?               |
|        | 3 oktober    | Justin Bieber                | What do you mean?               |
|        | 10 oktober   | Justin Bieber                | What do you mean?               |
|        | 17 oktober   | Justin Bieber                | What do you mean?               |
|        | 24 oktober   | Justin Bieber                | What do you mean?               |
| 752    | 31 oktober   | Adele                        | Hello                           |
|        | 7 november   | Adele                        | Hello                           |
|        | 14 november  | Adele                        | Hello                           |
| 753    | 21 november  | Justin Bieber                | Sorry                           |
|        | 28 november  | Justin Bieber                | Sorry                           |
| 754    | 5 december   | Justin Bieber                | Love yourself                   |
|        | 12 december  | Justin Bieber                | Love yourself                   |
|        | 19 december  | Justin Bieber                | Love yourself                   |
|        | 26 december  | Justin Bieber                | Love yourself                   |